# 熊本県立松橋高等学校
熊本県立松橋高等学校（くまもとけんりつ まつばせこうとうがっこう）は熊本県宇城市松橋町久具にある県立の高等学校。略称は「松高」（まつこう）。

## 概要
歴史
1918年（大正7年）に開校した下益城郡立実科高等女学校を前身とする。2018年（平成30年）に創立100周年を迎えた。
設置課程・学科・コース
全日制課程 普通科地域創造コース・家政科・情報処理科
- 普通科地域創造コース - 県内唯一の防災に関して学ぶ科であり、また地域の企業や個人と連携して商品開発をするなどの活動がある。3年次には行わない。[2]
- 家政科 - 被服・食物・保育などを学ぶ。1年次ではレシピの提案や販売実習、3年次には被服/食物を選びさらに専門性を高めることが可能。[3]
- 情報処理科 - ビジネスの基礎などを学ぶためMicrosoft 365を活用した授業やインターネット関連の授業を行ったり販売実習も行う。[4]

校訓
「自主・礼節・勤労」
綱領
1. 自主積極研学の道に邁進しよう
2. 気節を尚び、礼儀を重んじよう
3. 質実剛健を旨とし、勤労を愛しよう

校章
中心に髙の文字があり斜め両下に2枚、頂点に1枚で120度ずつ間隔の3方向に向かって柏の葉がある。柏の葉の間に六芒星のように重なるように松の葉がある。
校歌
作詞は島田馨也、作曲は細川潤一による。3番まであり、各番とも「おお松橋松橋高校」で終わる。

## 沿革
- 1918年（大正7年）
  - 3月 - 「下益城郡立実科高等女学校」が開校。
  - 4月 - 開校式を挙行。
- 1921年（大正10年）4月 - 「下益城高等女学校」と改称。
- 1923年（大正12年）4月 - 「熊本県立松橋高等女学校」と改称。
- 1948年（昭和23年）4月 - 学制改革により、「熊本県立松橋高等学校」（女子校）となる。
- 1949年（昭和24年）4月 - 学区制の実施により、男女共学となる。
  - 熊本県立宇土高等学校へ女子生徒66名が転出し、宇土高校から男子生徒147名が転入。
- 1963年（昭和38年）4月 - 家政科を設置。
- 1977年（昭和52年）9月 - 新校舎に移転。
- 1980年（昭和55年）11月 - 旧校舎跡地に記念碑を建立。
- 1985年（昭和60年）3月 - 「学びの森」が完成。
- 1987年（昭和62年）4月 - 普通科を1クラス改編し、普通科体育コースを設置。
- 1992年（平成4年）
  - 3月 - 第2体育館が完成。
  - 4月 - 情報処理科を設置。
- 2015年（平成27年）4月 - 普通科を改編し、普通科文理総合コースを設置。
- 2023年（令和5年）
  - 4月 - 普通科体育コースと文理総合コースを統合し、普通科地域創造コースを設置[5]
  - 4月 - 校内の空き棟を活用して松橋西支援学校高等部が同敷地内に入る[6]

## 学校行事
学期は3学期制であり2025年現在の大まかな行事は以下の通りである。
1学期
- 4月 - 入学式
- 5月 - 生徒総会
- 6月 - 生徒会選挙
- 7月 - 松高フェスタスポーツ部門

2学期
- 8月 - 体験入学
- 9月 - 1学年企業見学
- 10月 - 松高フェスタ文化部門
- 11月 -
- 12月 - 長距離走大会

3学期
- 1月 -
- 2月 - 2年生修学旅行
- 3月 - 卒業式, クラスマッチ

## 部活動
体育系
- 陸上競技部
- 野球部
- バドミントン部
- サッカー部
- ハンドボール部 - 2017年度（平成29年度）熊本県高等学校総合体育大会で女子が第3位。
- テニス部(休部中)[8]
- 弓道部

文化系
- 美術部
- 書道部
- 家庭部(食物・被服)
- サイエンス部
- 英語部
- 演劇部
- 情報処理部
- 礼法部(華道・茶道)

## 出身者
- 松永壮（グラフィックデザイナー）[10]
- 松本光祐（競技ダンス選手）
- 宮本輝子（元バスケットボール選手）
- 大嶋力  (トライアスロン選手)[11]

## 交通アクセス
最寄りの鉄道駅
- JR九州 鹿児島本線「松橋駅」

最寄りのバス停
- 九州産交バス 「松橋高校前」バス停

最寄りの道路
- 熊本県道181号松橋停車場線
- 熊本県道14号八代鏡宇土線
- 国道3号（松橋バイパス）
- 国道266号

## 周辺
- 宇城市役所
- 熊本県宇城合同庁舎
- 宇城警察署
- 宇城市立松橋中学校
- 宇城看護高等専修学校
- 熊本県立松橋西支援学校
- 熊本県立松橋東支援学校
- JA熊本宇城 本所